# Möckern (Szász-Anhalt)
Möckern település Németországban, azon belül Szász-Anhalt tartományban. Lakosainak száma 12 885 fő (2023. december 31.).

## Népesség
A település népességének változása:
| Lakosok száma | 12 993 | 12 874 | 12 778 | 12 918 | 12 885 |
|               | 2017   | 2019   | 2021   | 2022   | 2023   |